# 한서초등학교
한서초등학교(翰西初等學校)는 대한민국 강원특별자치도 홍천군에 있는 공립 초등학교이다.

## 학교 연혁
- 1947년 4월 6일: 한서국민학교 개교

## 참고 자료
- 한서초등학교 - 한국교육학술정보원 학교알리미